# Anapagurus breviaculeatus
Anapagurus breviaculeatus is een tienpotigensoort uit de familie van de Paguridae. De wetenschappelijke naam van de soort is voor het eerst geldig gepubliceerd in 1937 door Fenizia.